# فرانس فان روث
فرانس فان روث (بالهولندية: Frans van Ruth)‏ هو عازف بيانو هولندي، ولد في 27 أبريل 1951 في هولندا في مملكة هولندا.

## وصلات خارجية
- فرانس فان روث على موقع ميوزك برينز (الإنجليزية)
- فرانس فان روث على موقع ديسكوغز (الإنجليزية)